# Офіцери бойового рятування Повітряних сил США

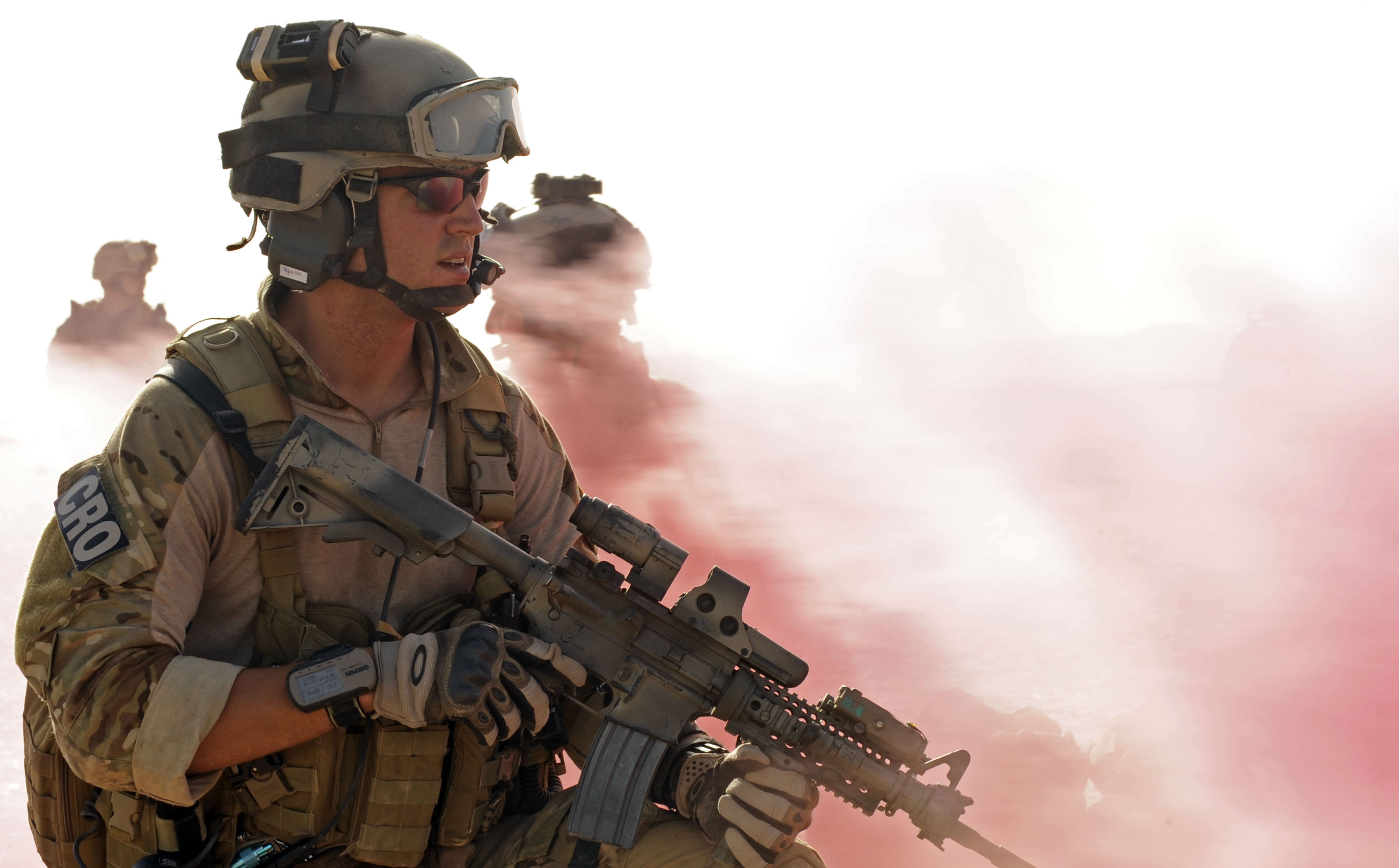
Офіцери бойового рятування на навчаннях у Кемп Лемон'єр. Джибуті. 20 травня 2009

Офіцери бойового рятування Повітряних сил США (англ. United States Air Force Combat Rescue Officer (CRO) — високопрофесійні та спеціально треновані офіцери сил спеціальних операцій повітряних сил США, що здійснюють безпосереднє керівництво парашутистами-рятівниками під час проведення ними евакуації та ексфільтрації поранених (хворих, постраждалих) операторів ССО та інших військових у бойових та небойових умовах з поля бою (з місця події) повітряних шляхом. Офіцери відповідають за планування, підготовку та імплементацію завдань бойової пошуково-рятувальної операції.

## Зміст
Офіцери бойового рятування щоденно тренуються в організації, підготовці та оснащенні підлеглого особового складу в проведенні рятувальних операцій. У разі необхідності командир рятувальної групи може надавати консультації та поради командуванню та штабних елементам на театрі дій з організації такого роду спеціальних акцій. При плануванні бойових пошуково-рятувальних операцій робота офіцерів бойового рятування полягає у всебічній оцінці, аналізі та узагальненні розвідувальних даних у районі ймовірного пошуку та евакуації або ексфільтрації тих, що постраждав. При розробці плану операції вони координують дії усіх учасників, й мають повноваження залучати до проведення таких операцій особовий склад, військову техніку та засоби, як регулярних так і спеціальних військ, що необхідні для успішного виконання завдання. Офіцери особисто оцінюють готовність сил до операції шляхом прискіпливої перевірки, оцінки та тренувань усіх тих, що залучаються.
До того ж, офіцери тренують на курсах виживання, втечі, опору та порятунку (англ. Survival, Evasion, Resistance and Escape) особовий склад авіаційних підрозділів, що діють у бойовій зоні, тактиці дій у разі потрапляння у кризову ситуацію (збиття або катастрофа літака тощо).